# 이건웅 (축구 선수)
이건웅(2003년 1월 14일 ~ )는 대한민국의 축구 선수로, 포지션은 수비수이다. 현재 K리그2 안산 그리너스 FC 소속이다.